# Перкинс (Оклахома)
Перкинс (енгл. Perkins) град је у америчкој савезној држави Оклахома.

## Демографија
По попису из 2010. године број становника је 2.831, што је 559 (24,6%) становника више него 2000. године.
| Група             | 2000.         | 2010.         |
| Белци             | 1.925 (84,7%) | 2.358 (83,3%) |
| Афроамериканци    | 56 (2,5%)     | 51 (1,8%)     |
| Азијати           | 7 (0,3%)      | 4 (0,1%)      |
| Хиспаноамериканци | 25 (1,1%)     | 56 (2,0%)     |
| Укупно            | 2.272         | 2.831         |